# Eritrichium incanum
Eritrichium incanum là loài thực vật có hoa trong họ Mồ hôi. Loài này được (Turcz.) A.DC. mô tả khoa học đầu tiên năm 1846.